# Don't be evil
Don't be evil ("Non essere malvagio"), talvolta riportato erroneamente come Do no evil è stato il motto aziendale di Google.

## Storia
Venne coniato per la prima volta da un ingegnere (Paul Buchheit), durante una riunione, e sta a significare l'intento della stessa azienda di non usare i dati per scopi malevoli, e comunque mantenere un codice di condotta leale e "dalla parte dei buoni", ovvero da quella degli utenti.
Dal 2015 la holding Alphabet di cui Google fa parte ha creato il suo motto Do the right thing ovvero "Fai la cosa giusta", ma lasciando comunque il vecchio motto nel codice di condotta dell'azienda.
Nell'aprile del 2018 la frase è stata posta in minor rilievo nel codice di condotta di Google (non più ad inizio documento) e venne lasciato solo un riferimento nelle ultime righe di questo.
Nel passato sono state formulate molte critiche in merito all'azienda, dato che per entrare nel mercato cinese si sarebbe assoggettata ad alcune richieste del Partito Comunista Cinese, censurando di conseguenza alcune pagine del suo archivio.
Nel 2010 però, l'accesso a Google in territorio cinese è stato vietato dal governo cinese poiché l'azienda ha deciso di non sottostare più al regime di censura. Successivamente la Cina ha permesso nuovamente l'accesso al motore di ricerca.